# ブロッキング (インターネット)
ブロッキング（Blocking）は、インターネットサービスプロバイダなどがインターネット等を通じて出入りする情報をヘッダなどを照合しながら、アクセス先への接続を偽装・拒否・遮断する技術である。インターネットブロッキング（internet Blocking）、強制遮断措置ともいう。

## 概要
日本においては、運営管理者の特定が困難であり、知的財産権を侵害するコンテンツの削除要請も不可能な海賊版サイトが登場し、著作権者等の権利が著しく損なわれる事態となっているため、導入が検討された。ブロッキングは「通信の秘密」を形式的に侵害する可能性があるが、侵害コンテンツの量、削除や検挙など他の方法による権利の保護が不可能である場合には、刑法第37条に規定される緊急避難の要件を満たす場合に、違法性が阻却されるとされ、すでに国内では児童ポルノを配信するサイトに対して、接続事業者による遮断措置が一部実施されている。一方、悪用の懸念から反対意見も寄せられている。
一般的に諸外国ではブロッキングを実施するために、インターネットサービスプロバイダを訴える。具体例としてドイツではドイツ音楽著作権協会（GEMA）がドイツ最大の通信会社のドイツテレコムを訴えた。日本においても、著作権や特許権、商標権、意匠権等の間接侵害に基づく差し止め請求を行うことが理論上は可能であると考えられている。

## 通信の秘密
日本においては、サーバを海外に配置するなどの理由で摘発困難な海賊版サイトへのブロッキングが検討された際に、通信の秘密（日本国憲法21条2項に定める）の侵害の有無が議論となった。ドイツ・イギリスをはじめ、諸外国では通信の秘密や、それに相当する権利を憲法で保障しているにもかかわらず、サイトブロッキングを適法とする司法判断・立法が多くなされている。2015年のドイツにおける最高裁判例は、サイトブロッキングが通信の秘密を侵害することを否定した。
日本においては、ブロッキングが通信の秘密の侵害にあたるという意見が根強い。これに対して、国内法においても海賊版サイトへのブロッキングが適法となるとの意見もある。これによれば、ブロッキングが通信の秘密の侵害に当たるという見解は、一般的にプライバシー権を論拠にしているが、不特定多数に送信される通信データに対して、非公知性・要秘匿性との観点で「私生活上の自由」として捉えるのは難しく、通信内容（パケットのボディ部）そのものではなく、通信データ（ヘッダに含まれる送信先IPアドレス）を保護することがなぜ「プライバシー」を保護することになるのか不明確であり、対立利益との関係性を考慮しても保護すべき「秘密」であると捉えることは難しい。むしろ、正しくは通信の秘密は「表現の自由」を保障するためと捉えるべきであり、その領域には通信データの宛先（送信先IPアドレス）を誰にも知られずに表現する自由まで入るからであるが、これも絶対的な自由ではない。
判例上、憲法が定める「検閲」に当たらないものとして、「対象が思想内容でない」「網羅的ではなく付随的（税関検査等）」「特定的・個別的審査（具体的な犯罪に関わる押収）」「発表禁止の効果を持たないもの」があるが、ブロッキングは表現形式の同一性を判断するものであり、内容に関わるものではないこと、正規版が公開されているコンテンツの海賊版をブロックしても事前規制に当たらないため、行政機関がブロッキング対象のサイトを選定しても検閲には当たらない
電気通信事業法は憲法に定める「通信の秘密」を保障するための要件を具体的に定めているが、この条文は必ずしもブロッキングを違法とするものにはなり得ない。電気通信事業法3条に定める「検閲」は国家を主語としたものであり、強権性にも欠けている。4条に定める「侵してはならない」「守らなければならない」という規定についても、インターネットの安定的提供のための正当業務として、または「媒介者の責務」を理由に「迷惑メール防止法」「プロバイダ責任制限法」などの例外が設けられている。
当然、他者への加害に当たる（公衆送信権の侵害）海賊版サイトの運営が「表現の自由」に相当するとは考えられず「海賊版の自由」は看過できない。海賊版サイト利用者の「知る権利」も成立し得ない、知る権利とはその発祥から政府情報に対するものであると考えられるゆえである。
通信の秘密についても、インターネットの通信全般を検知し、特定の通信を遮断するDNSブロッキングは「通信の秘密」が保護対象とする具体的な通信内容にまで踏み込むものではなく、通信データ（宛先のドメイン名やIPアドレス）を機械的に判別する（具体的には人の手を介さずにルータやDNSサーバが自動的に行う）ものに過ぎない。このような機械的処理が「通信の秘密」を侵害するとは考えれない。ISPによる機械的なアクセス検知は「通信内容」の検知にならないためである。

## 立法論
知的財産権に関わる法律に条文を追加することが考えられる。著作権法１１２条に以下の規定を追加する。
別の方法として、プロバイダ責任制限法にブロッキング請求権を定めることがある。

## 技術
ブロッキングの技術は大きく、
- DNSブロッキング（英語版）
- パケットフィルタリング方式
- プロキシ方式
- ハイブリッドフィルタリング方式

に分けられる。
フレッツ網におけるIPv6マルチプレフィックス問題の解決策の1つだった「代表ISP方式」では、代表ISPでブロッキングが行われると殆どのインターネット回線にブロッキング機能が懸かる可能性があった。なお、「代表ISP方式」はフレッツ網におけるVNEとして実現された。

### DNSブロッキング
- 概要

ユーザがDomain Name System(DNS)サーバへUniform Resource Locator(URL)を送信して通信先のIPアドレスを問い合わせる名前解決の際に問い合わせに応答させない、または警告ページへの転送を行う方式。ハッキング、クラッキングによるDNSBLの使用、DNS偽装、誕生日攻撃#DNSキャッシュポイズニングなどがある。
- ブロッキングの単位

ドメイン
- ブロッキングの有効性

IPアドレスの直接入力はブロッキング不可。インターネット接続設定でブロッキングされていないDNSサーバーを指定するか、新たにDNSサーバーを立ち上げる事で正確な名前解決が可能。ドメイン単位のため適法情報をオーバーブロッキングする可能性あり。DNS Security Extensions(DNSSE)との不整合
- 登録リスト数

少、利用製品によっては数万リスト
- リスト等の運用性

設定箇所は少なく、ファイルの置き換えで可
- ISPの投資負担

既存機器で対応可能
- 実施例

イタリア、ノルウェー、スウェーデン、フィンランド、オランダ、デンマーク等

### パケットフィルタリング方式
- 概要

通信パケットの宛先もしくはペイロード内の情報によりパケットをドロップさせる方式。ルーターによるフィルタリング、もしくはディープ・パケット・インスペクション（DPI）によるフィルタリング
- ブロッキングの単位

ルータによるフィルタリングではIPアドレス、ディープ・パケット・インスペクションによるフィルタリングではURL
- ブロッキングの有効性

IPアドレスベースの場合は適法情報をブロックする可能性有り。フィルタリング設定の位置によってはブロッキングできないサイトあり
- 登録リスト数

利用製品依存するが数百～数万リスト
- リスト等の運用性

管理機能がない場合は運用が複雑
- ISPの投資負担

既存機器で対応可能な場合もあるが、ディープ・パケット・インスペクションによるフィルタリングは投資負担大
- 実施例

韓国等

### プロキシ方式
- 概要

プロキシ（透過型）にてhttpを終端し、Uniform Resource Locator(URL)単位に通信をブロックする方式
- ブロッキングの単位

URL
- ブロッキングの有効性

プロキシの設置場所によってはブロッキングできないサイトあり
- 登録リスト数

数十万リスト
- リスト等の運用性

運用は容易
- ISPの投資負担

プロキシ等の投資が必要
- 実施例

### ハイブリッドフィルタリング方式
- 概要

特定のパケット（通信先等）を抜き出した後URL単位でブロックする2段階の方式。経路制御とプロキシ方式の組合せ、DNSポイズニング方式とプロキシ方式の組合せ
- ブロッキングの単位

URL
- ブロッキングの有効性

経路制御とプロキシ方式の組合せの場合、プロキシの設置場所によってはブロッキングできないサイトありDNSポイズニング方式とプロキシ方式の組合せの場合、IPアドレス直打ちによりブロッキング回避可能
- 登録リスト数

数十万リスト
- リスト等の運用性

IPアドレス部分の管理の運用が複雑な場合あり
- ISPの投資負担

プロキシ等の投資が必要（トラフィックを限定するためプロキシ方式よりは負担は軽減可）
- 実施例

イギリス（Cleanfeed)・カナダは経路制御とプロキシ方式の組合せ。オーストラリアはDNSポイズニング方式とプロキシ方式の組合せ。

## アドレスリスト管理団体
- インターネットコンテンツセーフティ協会
- en:Internet Watch Foundation

## 各国の状況
2017年9月現在、世界42カ国で導入されており、オーストラリア、オーストリア、ベルギー、デンマーク、フィンランド、フランス、ギリシャ、アイスランド、インド、インドネシア、アイルランド、イスラエル、イタリア、韓国、マレーシア、ノルウェー、ポルトガル、ルーマニア、ロシア、シンガポール、スペイン、イギリス、ブルガリア、クロアチア、キプロス、チェコ共和国、エストニア、ドイツ、ハンガリー、ラトビア、リトアニア、ルクセンブルク、マルタ、オランダ、スロバキア、スロベニア、スウェーデン、タイ、アルゼンチン、メキシコ、リヒテンシュタイン、ポーランドでブロッキング、アメリカはサイトブロッキングは導入されておらずIP推進法によるドメインの没収差押えを行う形で対処するなどのネット検閲が行われている。

### オーストラリア
2011年６月には、オーストラリアの2大インターネットプロバイダーであるテルストラ（Telstra）とオプタス（Optus）が、通信メディア庁が児童虐待サイトに指定したサイトや国際機関が作成したリストに基づくサイトへのアクセスを自発的にブロックすると発表するなどの自主規制を行っていた。
2015年の著作権法改正によってサイトブロッキング制度が導入され、プロバイダに対して、特定のサイトに対するアクセス遮断措置を命じられるようになった。2018年の改正では、ブロッキングの要件を広げ、検索エンジン事業者に対する差し止めをも可能にし、ドメイン名を頻繁に変更する海賊版サイトへの対処策を盛り込んだ。
特に海賊版サイトの運営者が差止対象となったドメイン名を変更して、実質的に命令を回避しようとする問題については、海賊版サイトを特定のドメイン名やIPアドレス、サイト名などではなく、「オンライン・ロケーション」として捉えることで、著作権者が通信サービス事業者や検索エンジン事業者と書面で合意することにより、新たなドメインを取得しても発令済みの差止命令を適用することができる。

### イギリス
アドレスリスト管理団体であるen:Internet Watch Foundationがある。メーカーから正規販売されておらず海賊版が流通していたレイプレイが国会で問題提起された。ブロッキングの状態はen:Web blocking in the United Kingdom、en:List of websites blocked in the United Kingdomなど。

### カナダ
2006年に最大のインターネットサービスプロバイダー数社がイギリスのブロッキング体制を基に、en:Cybertip.caと協力して違法の児童搾取コンテンツをブロックするen:Cleanfeed (content blocking system) プロジェクトを開始。。

### 日本
警察庁の生活安全局や児童ポルノ流通防止協議会によって、インターネット上での児童ポルノ・準児童ポルノ、男女共同参画局によって男女共同参画社会に向けてメディア効果論などの観点から、メディアにおける性・暴力表現、知的財産戦略本部によって著作権侵害、などのインターネットでのデータ流通を防止する目的で取り上げられ、NHK教育テレビジョンのITホワイトボックスなどマスメディアでブロッキングの技術が紹介されるなどした。イー・モバイルやNTTぷららなどのインターネットサービスプロバイダ、通信キャリア、検索エンジンなどが、一般社団法人インターネットコンテンツセーフティ協会が提供する児童ポルノのアドレスリストに掲載されているサイトの閲覧を制限するに至った。総理大臣官邸閣議も児童ポルノや漫画村、Anitube、Miomioなどの海賊版サイトの取り締まりを目的とし日本における検閲の歴史を踏まえて、民間企業によるブロッキングを随時推進、ブロッキングについての議論の高まりから、集会が開かれたり団体の声明文が発表されたり、裁判所に起訴が行われるなどした。

### 韓国
韓国では北朝鮮関連機関へのアクセスは基本的にブロッキング対象となっている。エクスキーパーによるPeer to Peer網の遮断やデータベース収集も行われている。

### 朝鮮民主主義人民共和国
国外のインターネットに通じる経路が限られており、外国人用サービスを除き、外部インターネットに対するブロッキングが行われている。朝鮮民主主義人民共和国のインターネット。

### 中国
中国のネット検閲の中で、『一国二制度』の高度な自治権により通信の自由が保証されている香港とマカオを除く中華人民共和国本土のインターネット網にグレート・ファイアウォールが導入され、検閲対象用語やパソコンのIPアドレスごとに履歴やオンライン上の言動を解析し、ユーザー各人の政治的傾向を分析した上で追跡・検閲する人工知能を基に遮断を行なうブロッキングが行われている。中華人民共和国工業情報化部が2009年5月19日にコンテンツフィルタリングソフト緑壩・花季護航を新規購入した情報機器へのインストールを義務化しようとした事もある。

### フィンランド
2009年の8月から9月にMatti Nikkiが調査を行い、運営するen:Lapsiporno.info上でリバースエンジニアリングによりブロックされたサイトのDNS名とIPアドレスのリストの一部を2010年1月に公開、このデータ自体がブロッキングの対象となったため恣意的な運用に批判が生じた。更に、フィンランド国内の団体が2010年2月19日にこのリストに含まれる1047のサイトを精査したところ、児童ポルノを掲載していたサイト9、年齢不詳のポルノを掲載していたサイト9。違法か合法か判断が難しいサイト28、創作性の認められる児童をモデルとした作品のサイト46、残り879サイトは合法コンテンツのみという結果になりオーバーブロッキングが行われていた事が明るみに出た。en:Censorship in Finland。

### スウェーデン
シルヴィア王妃がブロッキングに賛成し、2012年6月2日の「第3回児童の性的搾取に反対する世界会議（2008年リオ会議）」で日本にも導入を勧めた。2012年6月15日のスウェーデン漫画判決でシーモン・ルンドストローム氏は無罪となっており絵は児童ポルノではないという判例が有る。NetClean Technologiesが開発したフィルタリングサーバの「NetClean Technologies AB」、児童ポルノ対策ソリューション「NetClean WhiteBox」はマクニカネットワークス社が販売代理店となって日本向けに提供していた。。

### イタリア
「通信省令2007年1月8日インターネット・サービス・プロバイダー（ISP）が『インターネット上の児童ポルノ対策全国センター』から通報されたサイトへのブロッキング措置のために活用すべきフィルタリング設備の技術的要件」では、「法律
2006年2月6日38号インターネットをも利用した児童性的虐待と児童ポルノ対策に関する規定」で定められた ISP によるブロッキング措置に関する技術的規定が定められている。

### デンマーク
ブロッキングが実施されているが国内および国際的な著作権者を代表する海賊版対策団体「en:Right Alliance (Belarus)」の調査によると、デンマークにおける海賊版サイトへのトラフィックは、2016年から2017年にかけて67％増加した。

### フランス
裁判所がアクセス停止を命じた場合には、ISPはDNSブロッキングの実施義務がある（2011年12月30日デクレ1条）。明文の規定がなくても、著作権侵害を含む違法有害サイトについて個別判決によって命ずることは可能。児童ポルノのブロッキングに関しては、2011年3月14日fr:Loi d'orientation et de programmation pour la performance de la sécurité intérieure.（国内安全大綱法[通称 LOPPSI 2]）によって義務付けられたが義務付けについての批判も強く施行令が制定されず実施されていない。

### オランダ
オランダの海賊版対策団体Ben:REINによると、パイレート・ベイのメインドメインへのトラフィックは、ISPがサイトをブロッキングし始めてから3ヶ月で40％減少した。しかし、ドメインへ直接接続せずにVirtual Private Networkサービスを経由してのアクセスが懸念され、Virtual Private Networkサービスにブロッキングが要請される可能性がある。